# 즈냔피트 상
즈냔피트 상(힌디어: ज्ञानपीठ पुरस्कार 즈냔피트 푸라스카르, Jnanpith Award) 또는 갼피트 상, 인도 도서관상은 인도에서 최고 권위를 자랑하는 문학상으로, 사후 자인(Sahu Jain) 가가 설립한 문학 및 문헌학 연구 기관인 바라티야 즈냔피트가 수여한다. 1965년 처음으로 수상되었으며, 2008년까지 매년 최소 1명 이상의 수상자가 있었다.
즈냔피트 상은 인도의 여러 지역어와 고전어(산스크리트 등)로 작품 활동을 하는 작가에게만 수여되는 것이 관행이며, 영어 등으로 작품 활동을 하는 작가에게는 수여되지 않는다. 이 상의 수상자에게 주어지는 상금은 70만 루피이며, 이 외에 수상자는 학문과 예술의 여신인 사라스바티의 청동 모상과 명판을 받는다.
1982년 이전에 즈냔피트 상은 수상 작가의 특정한 한 작품을 기려 수상되었으나 이때부터는 일생 동안 이룬 총체적 기여를 참작하여 수상할 수 있게 되었다. 2011년 현재까지 상을 받은 작가 중 가장 많은 작가가 작품 활동을 하는 언어는 힌디어와 칸나다어로, 각각 일곱 명의 해당 언어 작가가 상을 수상하였다. 벵골어와 말라얄람어 작가는 다섯 명이 상을 받았고, 우르두어가 네 명, 구자라트어, 오리야어, 마라티어가 세 명, 아삼어, 텔루구어, 펀자브어, 타밀어가 두 명, 산스크리트, 카슈미르어, 콘칸어가 한 명씩이었다.